# Disjunktion (Ökologie)
Die Disjunktion ist in der Ökologie ein Teilareal (Exklave), das vom übrigen Verbreitungsgebiet einer Pflanzen- oder Tierart räumlich getrennt wurde. Es stellt noch ein Habitat dar, die Lücke im Verbreitungsgebiet kann aber mit den üblichen Verbreitungsmechanismen dieser Art nicht mehr überbrückt werden.
Disjunktion ist beispielsweise eine Folge von Bestands- oder Arealverlusten. So können durch Eisvorstöße während der Eiszeiten Gebiete voneinander getrennt worden sein. Umgekehrt blieben nach einer neuerlichen Klimaänderung oft nur weit voneinander entfernte Reliktpopulationen übrig, beispielsweise in Gebirgen oder kühleren Zonen. Bekannt ist insbesondere die arkto-alpine Disjunktion, die eine direkte Folge expansiver Ausbreitung während der Kaltzeiten und Isolation während der Warmzeiten ist. Ursprünglich breiteten sich alpine und arktische Arten auch in den periglazialen Tundren in den Flach- und Hügelländern in  Mittel- und Südeuropa aus. Nach Ende der Eiszeiten wanderten diese sowohl in höhere Breiten als auch in höhere Lagen. Im Zwischenraum zwischen den europäischen Gebirgen und der Arktis starben die Arten aus. Diese Arten gelten daher in Mittel- und Südeuropa als eiszeitliche Relikte, die allgemein Glazialrelikte sind. Sie haben in den wärmeren Gebirgen nur in mikroklimatischen Gunsträumen überdauert, viele Arten benötigen auch Landschaften, die durch Frostwirkung eine periglaziale Morphodynamik haben.
Für die (Sub-)Population in einer solchen Disjunktion kann diese Trennung der Beginn einer neuen Artbildung (Speziation) sein. Verliert die Disjunktion die Habitatfunktion (wird also unbewohnbar), kann die Population nicht migrieren und stirbt zwangsläufig aus. Die Artbildung erfolgt also entweder durch spezialisierende Anpassung an das lokale Habitat bei gleichbleibenden Verhältnissen oder durch notwendige Anpassung an Veränderung der Disjunktion.
Mit dem Trittsteinkonzept versucht man, einer Disjunktion entgegenzuwirken.